# أتاناس إيفانوف
أتاناس ايفانوف (5 مايو 1990 ببازارجيك في بلغاريا - ) هو لاعب كرة قدم بلغاري في مركز الوسط. لعب مع بيرين جوتشي ديلتشيف وPFC Vidima-Rakovski Sevlievo ‏ وسبتمفري صوفيا وPFC Chernomorets Burgas Sofia ‏.

## وصلات خارجية
- أتاناس إيفانوف على موقع قاعدة بيانات كرة القدم.إي يو (الإنجليزية)